# Relations entre l'Azerbaïdjan et Oman
Les relations diplomatiques entre l'Azerbaïdjan et Oman désignent les relations entre la République d'Azerbaïdjan et  le sultanat d'Oman depuis 1992.

## Histoire
Les relations diplomatiques entre l'Azerbaïdjan et Oman ont été établies le 13 juillet 1992.